# Stara Banja
Stara Banja (cyr. Стара Бања) – wieś w Serbii, w okręgu jablanickim, w gminie Medveđa. W 2011 roku liczyła 33 mieszkańców.